# Вислоуховы
Вислоуховы или Вислоуховы-Сабуровы (стар. Бисложуховы) — древний дворянский род.
При подаче документов (1686) для внесения рода Сабуровых в Бархатную книгу, в их родословной росписи находилась родословная роспись Вислоуховых № 413.
Род записан в родословную книгу Киевской губернии.
Однородцами являются: Сабуровы, Годуновы, Пильемовы, Чулковы.

## Происхождение и история рода
Род происходит от рода Сабуровых, выехавших из Золотой Орды. Фамилию получили от родоначальника Семёна по прозванию Вислоух.
Богдан, Василий и Григорий Юрьевичи Вислоуховы служившие по Пскову. были зачислены в состав Московского дворянства (1550), некоторых из них упомянуты в качестве голов в походах Ивана Грозного. Василий Борисович послан воеводами, бывшими в Немецком походе, к царю с сеунчем (1560).
Григорий Папин воевода в Ракоборе (1564—1565), Богдан Юрьевич на Себеже, Василий Юрьевич в Ржеве и Заволочье, Василий Борисович в Опочке (1564).
Многие из их потомков впоследствии писались просто Сабуровыми.